# Caerosi
De Caerōsi waren een volksstam die traditioneel gesitueerd wordt in de Eifel rond Prüm, ten noorden van de Treveri. In de handschriften vinden we ook de spelling Caeroesi. Caesar vernoemt de Caerosi in boek II van zijn De Bello Gallico: samen met de Eburonen, de Paemani en de Condrusi vormden zij de groep der zogenaamde "Germani cisrhenani", Germaanse stammen die ten westen van de Rijn woonden.
Over de waarde die aan deze en dergelijke uitspraken van Caesar mag gehecht worden, is veel discussie. Over de precieze situering van hun woongebied en hun etnische oorsprong is op basis van de gegevens van Caesar weinig met zekerheid te zeggen. Hoewel ze gerekend worden tot de "Oude Belgen", lijkt Caesar hen niet als Belgae te hebben beschouwd. Traditioneel achtte men de naam Keltisch van oorsprong en zou de naam Caerosi zoiets betekenen als "schapenmensen" of "schaapachtigen". De naam is evenwel regelrecht uit het Germaans te verklaren als een comparatief van het adjectief *hair-ōz met als oorspronkelijke betekenis zoiets als "de eerbiedwaardigeren". Het woord is ook de grondvorm van huidig Nederlands heer en Duits Herr en is bijgevolg het oudst bekende woord in het Nederlands en het Duits.
Het algemene gebied van de Belgische Germani lag tussen de rivieren de Schelde en Rijn, ten noorden van Luxemburg en de Moezel, waar de Treveri woonden. In moderne termen bestond dit gebied uit het midden en oosten van België, de zuidelijke delen van de Nederland, en het deel van Duitsland het westen van de Rijn, maar ten noorden van Koblenz.
Traditioneel gaat men ervan uit dat de Caerosi in het zuiden van dit gebied, in de Eifel rondom de huidige stad Prüm hebben gewoond. Men baseert zich daarvoor op de naamsgelijkenis met de Romeinse pagus Carucum, een deelgebied van de Treveri, die in Frankische tijd pagus Caroascus werd genoemd.

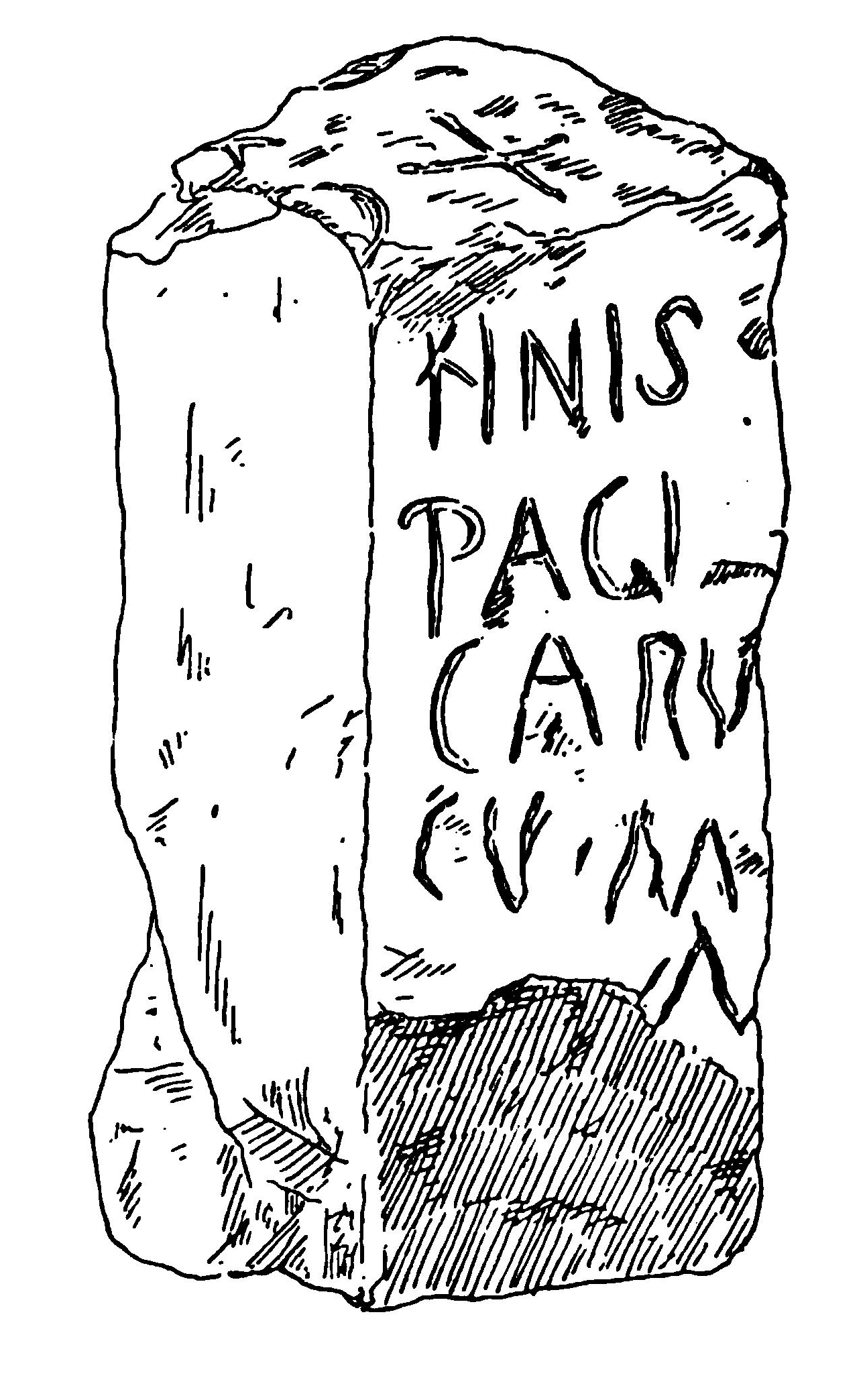
Grenspaal van de Pagus Carucum.

Een grenspaal uit de Romeinse tijd is in de buurt van Neidenbach bij Kyllburg gevonden. Hij was gemarkeerd met "FINIS PAGI CARV CVM" (de grens of het einde van de Carucum Pagus). Dit was op de Romeinse weg tussen Trier, de belangrijkste Romeinse stad van de Treveri en Keulen. De grenspaal lag in een bosrijke omgeving, die een grens tussen verschillende regio's vormt. Ten oosten van Neidenbach loopt de Vinxtbach, een klein riviertje, die in oostelijke richting loopt en in Rijn uitmondt. De Vinxtbach vormde de grens tussen de Romeinse provincies Germania Superior en Germania Inferior. De naam Vinxtbach is mogelijk een afleiding van het Latijnse woord finis, wat einde of grens betekent. Vandaag de dag is de Vinxtbach nog steeds een grens tussen moderne Duitse dialecten, met Ripuarisch ten noorden en Moezelfrankisch ten zuiden ervan.
In de buurt loopt de grens tussen de moderne Duitse deelstaten Rijnland-Palts en Noordrijn-Westfalen.
De identificatie van Caerosi met Carucum of Caroascus stoot echter taalkundig op onoverkomelijke bezwaren. Indien de naam Caerosi voortleeft in een nog bestaande geografische naam, moet dat volgens de klankwetten van het Germaans een naam met Heer- opleveren, zoals Heer-sur-Meuse, Heers (dialect: Heer) in Zuid-Limburg of Heer (nu Maastricht). In de onmiddellijke buurt van beide laatstgenoemde plaatsen werden de laatste jaren belangrijke muntschatten ontdekt die begraven werden in het zesde decennium v.Chr., precies de jaren van de opstanden tegen Caesar. De naam Caerosi is een belangrijk argument om Caesars Germani Cisrhenani ook daadwerkelijk als Germanen te beschouwen.